# Образцов, Николай Сергеевич
Николай Сергеевич Образцов (18 августа 1906, Ростов-на-Дону, Российская империя — 6 мая 1966, Си-Клифф, Лонг-Айленд, штат Нью-Йорк, США) — советский и американский энтомолог, лепидоптеролог.

## Биография
Родился в семье Сергея Николаевича Образцова, врача и преподавателя патологической анатомии. Мать — Людмила Николаевна. До 1922 года жил в Ростове-на-Дону, где окончил гимназию. С детства увлекался коллекционированием бабочек, вступил в переписку со многими известными отечественными энтомологами. Далее поступил в Николаевский институт народного образования, который окончил в 1926 году. Далее преподавал зоологию в этом институте. В 1934 году переехал в Киев, где вскоре женился. Тогда же был назначен преподавателем кафедры биологии тогдашнего Киевского медицинского института. Также в 1934-38 годах работал ассистентом кафедры зоогеографии Киевского университета. В Киеве познакомился с энтомологом Львом Шелюжко, был поражен масштабом его энтомологической коллекции. Под его влиянием в 1937 году стал научным сотрудником Зоологического музея Киевского университета. Вместе с Шелюжко перевел «Определитель дневных бабочек Европейской части СССР», добавив к нему раздел о дневных бабочках УССР. Подарил музею свою коллекцию бабочек-листоверток (Tortricidae) и Phegea. После захвата Киева немцами в 1941 году остался со своей коллекцией бабочек. В ноябре 1943 года вместе с Шелюжко отправился в Кёнигсберг, где ненадолго был назначен лепидоптерологом в Зоологический институт при Кенигсбергского университете, а оттуда — в Мюнхен. Там с 1946 по 1951 год работал в Зоологической государственной коллекции Баварии. В 1951 году стал доктором философии (Ph.D.) по зоологии. С 1951 года Образцов с семьей переехал в Соединенные Штаты Америки. Был научным сотрудником Американского музея естествознания в Нью-Йорке. Умер 6 мая 1966 года от коронарного тромбоза в собственном доме в небольшой деревне Си-Клифф на Лонг-Айленде.

## Научная деятельность
Изучал систематику и фауну разных групп бабочек. Внес особый вклад в исследование фауны бабочек-листовёрток Палеарктики, Неарктики и Неотропиков, создав каталог видов и родов этой группы. Описал десятки новых видов бабочек. Является автором более 130 научных публикаций на украинском, русском, английском, немецком, французском языках.

## Эпонимия
В его честь были названы несколько новых для науки видов чешуекрылых насекомых:
- Gypsonoma obraztsovi[1]
- Cochylidia obraztsovi Amsel, 1951[2] (совр. имя →Cochylidia heydeniana Herrich-Schaffer, 1851)
- Dichrorampha obraztsovi Amsel, 1959[3] (→Dichrorampha eximia Danilevsky, 1948)
- Epinotia obraztsovi Agenjo, 1967[4] (→Epinotia dalmatana Rebel, 1891)
- Meridemis obraztsovi Rose & Pooni, 2004[5]
- Phaecasiophora obraztsovi Diakonoff, 1973[6]

## Публикации
- Obraztsov N. S. Contribution à la faune le´pidopte’rologique de la steppe Bug-Dnjepr (Ukraine). // Lambillionea, 1935a. (1935) — P. 223—229.
- Obraztsov N. S. Neue Lepidopteren-Formen // Festschrift zum 60. Geburstage von Professor Dr. Embrik Strand. — Riga, 1936 a. — 1. — P. 637—642, 2 Fig.
- Obraztsov N. S. Zur Lepidopterenfauna des südlichen Transdneprgebietes // Festschrift zum 60. Geburstage von Professor Dr. Embrik Strand — Riga, 1936 b. — 2. — P. 229—235.
- Obraztsov N. S. Materialen zur Lepidopterenfauna des Parkes von Vessjolaja Bokovenjka (Ukraine). // Folia zool. hydrobiol. — 1936 d. — 9 (1). — P. 29-57
- Образцов М. С., Шелюжко Л.А. Денні метелики (Rhopalocera) УРСР. Додаток. — А. А. Яхонтов. Денні метелики. — К: Рад. шк., 1939
- Obraztsov, N.S. Zur Revision der Synaphe-Arten der moldavica- und bombycalis-Gruppe (Lepid., Pyralididae) (неопр.) // Mitteilungen der Münchner Entomologischen Gesellschaft. — 1952. — Т. 42. — С. 87—110.
- Obraztsov, N.S. Systematische Aufstellung und Bemerkungen über die paläarktischen Arten der Gattung Dichrorampha Gn. (Lepidoptera: Tortricidae) (нем.) // Mitteilungen der Münchner Entomologischen Gesellschaft : magazin. — Bd. 43. — S. 10—101.
- Obraztsov, N. S. 1953. Classiﬁcation of Holarctic species of the genus Lobesia Guenee, with description of Paralobesia gen. nov. (Lepidoptera, Tortricidae). Tijds. Entomol. 96: 85-94.
- Obraztsov N. S. Some considerations about an abdomial organ in certain Tortricidae moths (англ.) // The Lepidopterist's news : journal. — 1956. — Vol. 10. — P. 153—156.
- Obraztsov, N.S. Cochylidia gen. nov., eine neue Phaloniidae-Gattung, nebst Beschreibung einer neuen Art aus Deutschland (Lep.) (нем.) // Mitteilungen der Münchner Entomologischen Gesellschaft : magazin. — 1956. — Bd. 46. — S. 14—20.
- Obraztsov N. S. Die Gattungen der Palaearktischen Tortricidae: Allgemeine Aufteilung der Familie und die Unterfamilien Tortricinae und Sparganothinae. Nijhoff, 1957.
- Obraztsov, N. S. 1959. Die Gattungen der palearktischen Tortricidae. II. Die Unterfamilien Olethreutinae. 2. Teil. Tijds. Entomol. 102 (1960): 175—215.
- Obraztsov, N. S. 1959. Characters separating Archips rileyanus and cerasivoranus as two species (Lepidoptera, Tortricidae). Ent. News 70(10): 263—267.
- Obraztsov N.S. (1959) Note on North American Aphelia species (Lepidoptera: Tortricidae). American Museum Novitates 1964: 1-9.

- Obraztsov, N.S. Osthelderiella amardiana, neue Gattung und Art der Tribus Laspeyresiini (нем.) // Mitteilungen der Münchner Entomologischen Gesellschaft : magazin. — 1961. — Bd. 51. — S. 150—153.
- Obraztsov, N.S. Zwei neue und zwei wenig bekannte palaearktische Argyroploce-Arten (нем.) // Mitteilungen der Münchner Entomologischen Gesellschaft : magazin. — 1961. — Bd. 51. — S. 154—158.
- Obraztsov N.S. (1961) Description of and notes on North and Central American species of Argyrotaenia, with the description of a new genus (Lepidoptera: Tortricidae). American Museum Novitates 2048: 1-42.
- Obraztsov N.S. (1962) North American species of the genus Eana, with a general review of the genus, and descriptions of two new species. Journal of the Lepidopterists’ Society 16: 175—192.
- Obraztsov N.S. New species and subspecies of North American Archipini, with notes on other species (Lepidoptera: Tortricidae) (англ.) // American Museum Novitates[англ.] : journal. — American Museum of Natural History, 1962. — Vol. 2101. — P. 1—26.
- OBRAZTSOV N. S., 1962. — Anopina, a new genus of the Cnephasiini from the New World (Lepidoptera, Tortricidae).- Am. Mus. Novit., 2082: 1-39.
- Obraztsov N.S. (1963) Some North American moths of the genus Acleris (Lepidoptera: Tortricidae). Proceedings of the United States National Museum 114: 213—270.
- Obraztsov, N. S. Neotropical Microlepidoptera, V: Synopsis of the Species of the Genus Proeulia from Central Chile (Lepidoptera: Tortricidae) (англ.) : journal. — 1964.
- Obraztsov N.S. (1966). Die palaearktischen Amata-Arten (Lepidoptera, Ctenuchidae).
- Obraztsov N. S. Neotropical Microlepidoptera, IX. Revision of genus Pseudatteria (Lepidoptera:Tortricidae) (неопр.) // Proc. U. S. natn. Mus.. — 1966. — Т. 118, № 3535. — С. 577—622.
- Obraztsov, N.S. 1967. Genera Tortricoidarum. Check list of genera and subgenera belonging to the families Tortricidae (Ceracidae, Chlidanotidae, Schoenotenidae and Olethreutidae included) and Phaloniidae. J. N.Y. Entomol. Soc. 75: 2-11
- Obraztsov, N. S. (1967). Die Gattungen der palaearktischen Tortricidae. III. Addenda und Corrigenda. 2. Teil. Tijdschr. Entomol, 110, 13-36.